# 高山蓼
高山蓼（学名：Polygonum alpinum）为蓼科萹蓄属下的一个种。多年生草本。生长在山坡草地、林缘，海拔800-2400米。分布于中国、哈萨克斯坦、俄罗斯（西伯利亚、远东）、蒙古、高加索、阿富汗及欧洲也有。中国分布于东北、华北、青海、新疆。